# 小冊子

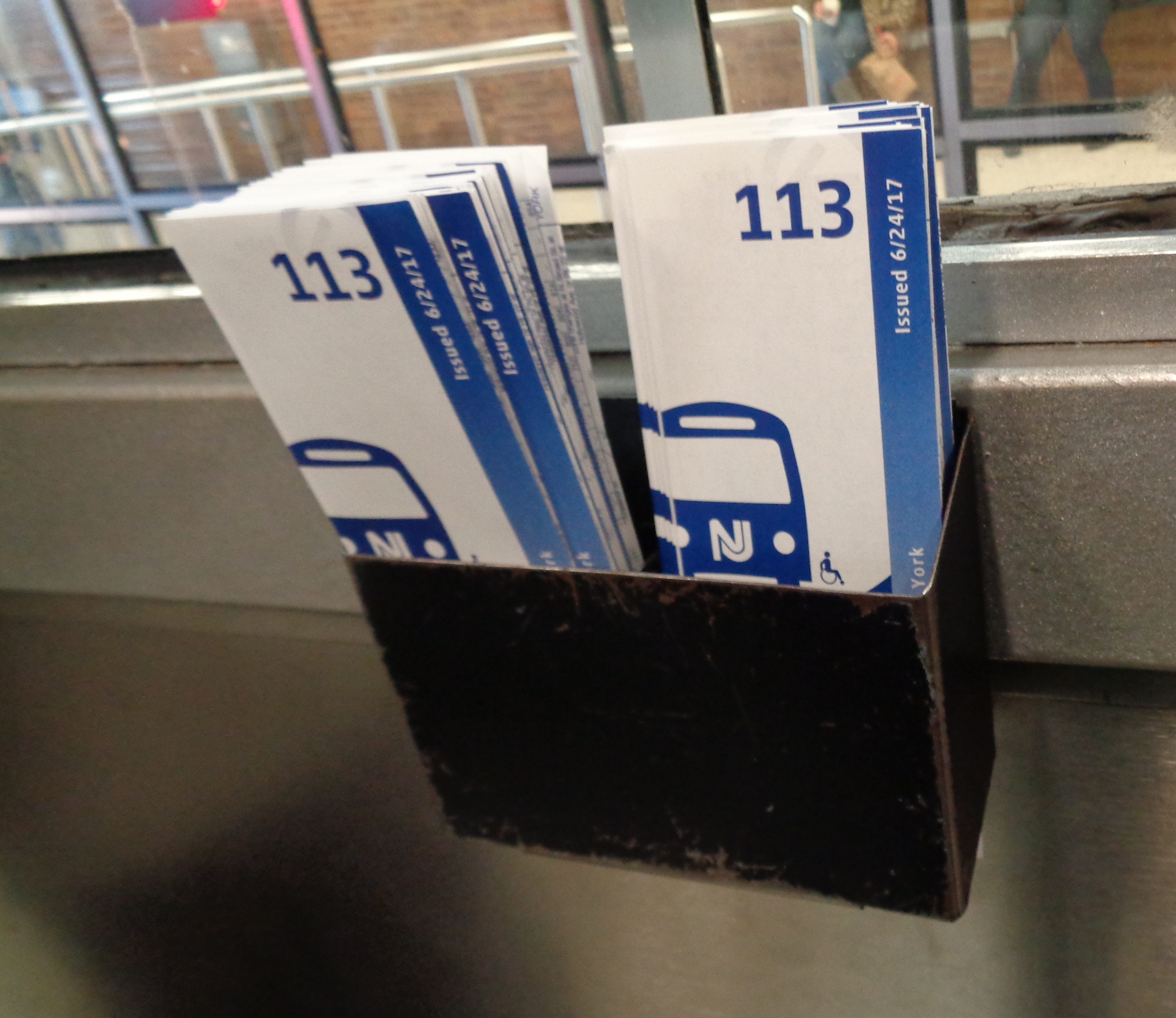
米国のバスターミナルに置かれている小冊子

小冊子（しょうさっし）とは、小型でページ数の少ない本や書物を指す。小冊。

## 概要
糸で綴じた本、または書物一般を冊子といったことから、小型で薄い本を小冊子というが、一般的には外来語のパンフレット（英: pamphlet）やブックレット（英: booklet）に置き換えて言い表されることが多く、必ずしも判型が小さいものという解釈が該当しなくなった。それらのほか、ブローシャーやブローシュア（brochure, 英、仏）という表現もみられる。

## 分類
パンフレット
各種商品や施設などの案内・説明・宣伝広告などに用いられる、複数ページの印刷物を仮綴じしたもの。一枚刷りの印刷物はリーフレットと呼ばれる。
なお、映画やコンサートのパンフレットが発行されるのは日本独自の文化である。パンフと略することもある。
英語でのパンフレットは、ハードカバーや装幀の無い仮綴じされた小冊子という意味で、UNESCOでは5〜48ページの不定期刊行物と定義している。
ブックレット
表紙があり、きちんと綴じられたページ数の少ない本。代表的なものに「岩波ブックレット」「かもがわブックレット」などがある。
そのほか、音楽CDの歌詞カードを写真などで構成し、複数ページの印刷物に仕立てたものや、パンフレットより直接的な宣伝広告の色合いを排したい場合にこの表現が用いられる。
本や書籍など同様のものがCDやDVDなど付属される場合はそれらをブックレットと呼ばれる場合がある。
英語でのブックレットは、小型の本、小冊子を指す。
ブローシャーやブローシュア
デザインやレイアウトに工夫を凝らして図版を多用し、 企業や学校などの案内、商品などの説明をできるだけ具体的に、わかりやすく伝える印刷物。英語では高級なパンフレットやカタログの部類を指す言葉として使われていたため、それに倣うかたちで使うようになった。
英語でのブローシャーやブローシュアは、広告や案内などを目的とした高品質で多色刷りの印刷物をいう。一枚刷りか複数ページかは問わない。